# Circonscription de New England
La circonscription de New England est une circonscription électorale australienne en Nouvelle-Galles du Sud. Elle est située au nord-est de l'État, à la frontière avec le Queensland et comprend les villes de Armidale, Ashford, Barraba, Bingara, Glen Innes, Bundarra, Guyra, Inverell, Manilla, Quirindi, Tamworth, Uralla, Werris Creek, Walcha et Tenterfield.
La circonscription a été créée en 1901 et est l'une des 75 circonscriptions de la première élection fédérale. Elle porte le nom de la région Nouvelle-Angleterre. Elle vote traditionnellement à droite surtout pour le parti national. Depuis les élections fédérales de 2013, la circonscription est tenu par Barnaby Joyce, ministre de l'Infrastructure et des Transports dans le gouvernement Turnbull.

## Représentants
| Nom             | Parti             | Période de mandat |
| --------------- | ----------------- | ----------------- |
| William Sawers  | Protectionniste   | 1901–1903         |
| Edmund Lonsdale | Free Trade        | 1903-1906         |
| Francis Foster  | Travailliste      | 1906–1913         |
| Percy Abbott    | Commonwealth      | 1913–1916         |
| Percy Abbott    | Nationaliste      | 1916–1919         |
| Alexander Hay   | Nationaliste      | 1919–1920         |
| Alexander Hay   | Country           | 1920–1922         |
| Alexander Hay   | Indépendant       | 1922–1922         |
| Victor Thompson | Country           | 1922–1940         |
| Joe Abbott      | Country           | 1940–1949         |
| David Drummond  | Country           | 1949–1963         |
| Ian Sinclair    | Country, National | 1963–1998         |
| Stuart St Clair | National          | 1998–2001         |
| Tony Windsor    | Indépendant       | 2001–2013         |
| Barnaby Joyce   | National          | 2013–en cours     |